# Fernduell
Als Fernduell wird im Mannschaftssport eine Situation bezeichnet, in der eine Mannschaft von dem Spielergebnis einer anderen oder gar mehrerer anderer Begegnungen abhängig ist. 
Fernduelle treten am häufigsten am Saisonende auf, wenn die wichtigen Entscheidungen anstehen: der Kampf um die Meisterschaft, um die Plätze, die zum Start in den europäischen Pokalwettbewerben berechtigen, und um den Aufstieg in die nächsthöhere bzw. den Abstieg in die nächsttiefere Liga. Aber auch, wenn es um den Einzug in die nächste Runde bei (inter)nationalen Pokalwettbewerben und Europa- oder Weltmeisterschaften geht, können Fernduelle vorkommen. 
Die Dramatik dieser Fernduelle wird gern für Konferenzschaltungen genutzt, die den Zuhörer oder Zuschauer durch ihre Unmittelbarkeit besonders stark ansprechen.
Entscheidungen der obigen Art, bei denen die Kontrahenten direkt aufeinandertreffen, werden jedoch – unabhängig davon, ob es sich um ein tatsächliches Finale handelt – Endspiele genannt (vgl. Formulierungen wie Endspiel um die Meisterschaft oder Abstiegsendspiel).